# Passova vilna
Espèce
Passova vilna est une espèce de lépidoptères de la famille des Hesperiidae, de la sous-famille des Pyrginae et de la tribu des Pyrrhopygini.

## Dénomination
Passova vilna a été nommé par William Harry Evans en 1951.

### Nom vernaculaire
Passova vilna se nomme Vilna Firetip en anglais.

### Sous-espèces
- Passova vilna vilna
- Passova vilna vanta Evans, 1951[1].

## Écologie et distribution
Passova vilna est présent en Bolivie.

### Protection
Pas de statut de protection particulier.